# Reisach (Bockhorn)
Reisach  ist eine Einzelsiedlung der Gemeinde Bockhorn im Landkreis Erding in Oberbayern.

## Lage
Sie liegt drei Kilometer nordöstlich von Bockhorn nahe Grünbach im tertiären Isar-Inn-Hügelland (Erdinger Holzland).